# Bernard Lievegoed
Bernard Lievegoed (* 2. September 1905 in Medan, Sumatra; † 12. Dezember 1992 in Zeist) war ein niederländischer Arzt und Sachbuchautor.

## Leben
Lievegoed wurde im damaligen Niederländisch-Indien geboren. 1914 zog die Familie nach Rotterdam, wo sie drei Jahre blieb. Von 1918 bis 1922 besuchte Lievegoed auf Java eine Realschule. 1923 kehrte er in die Niederlande zurück, um sein Abitur zu machen. Anschließend begann Lievegoed ein Studium der Medizin in Groningen und Amsterdam. 1924 lernte er die anthroposophische Heilpädagogik kennen. 1930 beendete er sein Medizinstudium und ließ sich in Bosch en Duin (nahe Zeist) als Allgemeinmediziner nieder. 1939 wurde Lievegoed mit einer Dissertation über die Grundlagen der Musiktherapie in Amsterdam promoviert.
1931 gründete er in Zeist das Zonnehuis, ein Heim für behinderte Kinder. Im Zuge einer Erweiterung erfolgte eine Umbenennung in Zonnehuizen Veldheim Steinia te Zeist. Bis 1954 war Lievegoed Direktor dieser Institution. 1932 half Lievegoed zudem, die Vrije School Zeist (eine Waldorfschule) zu gründen.
1946 veröffentlichte er das erste einer ganzen Reihe von Büchern mit dem Titel Ontwikkelingsfasen van het kind. Es wurde in acht Sprachen übersetzt und erschien auch auf Deutsch als Entwicklungsphasen des Kindes.
Von 1948 bis 1953 war Lievegoed als Berater für die Erziehung von Kindern bildungsferner Bevölkerungsschichten tätig. 1952 war er Mitgründer des anthroposophischen Verlages Vrij Geestesleven.
1954 gründete Lievegoed das Niederländische Pädagogische Institut für Volkswirtschaftslehre, das nach einer Umbenennung den Namen NPI: Institut für Organisationsentwicklung erhielt. Die Leitung des Instituts lag siebzehn Jahre lang bei Bernard Lievegoed. 1955 wurde er außerordentlicher Professor für Sozialpädagogik am NEH (Nederlandse Ekonomische Hogeschool, heute Erasmus-Universität Rotterdam).
1961 unterstützte er die Gründung einer technischen Universität in der Region Twente (heute Universität Twente), welche 1964 eröffnet wurde. Lievegoed arbeitete als Professor für Sozialökonomie und als Dekan der Volkswirtschaftlichen Fakultät bis 1973. Auch eine Gesellschaft für Heilerzieher gründete er in dieser Zeit.
1961 übernahm er vom überraschend verstorbenen Willem Zeylmans van Emmichoven den Vorsitz der Antroposofische Vereniging in Nederland (bis 1975). Zwischen 1968 und 1976 wurde er in die Regierungskommission für Bildung berufen, welche das holländische Bildungssystem in Holland reformieren sollte.
1964 gründete er mit dem Musiker und Instrumentenbauer Norbert Visser die Stiftung Kind en Instrument, um den Bau der Choroi-Instrumente in sozialtherapeutischen Werkstätten zu ermöglichen.
Von der Gründung 1970 bis 1974 wirkte er als Aufsichtsratsvorsitzender der niederländischen Waldorfschullehrerausbildung VPA (Vrije Pedagogische Akademie, heute Hogeschool Helicon).
1973 verließ er die Erasmus-Universität, um für die 1971 von ihm gegründete Vrije Hogeschool (heute Bernard Lievegoed College for Liberal Arts) in Driebergen bis 1982 als Rektor zu wirken. Er war Mitinitiator und einer der ersten Vorsitzenden der Freien Europäischen Akademie der Wissenschaften (FEAW), die am 8. Juli 1976 in der Vrije Hogeschool begründet wurde. In seinen letzten zwei Lebensjahrzehnten vor seinem Tod 1992 war er in gesteigertem Maße auch als Schriftsteller und Vortragsredner tätig.

## Veröffentlichungen
- Soziale Gestaltungen in der Heilpädagogik. Eine Vortragsfolge vor anthroposophischen Heilpädagogen. Gravelmann, Wuppertal 1970
  - Neuausgabe als: Soziale Gestaltungen am Beispiel heilpädagogischer Einrichtungen. Info3-Verlag, Frankfurt am Main 1986
- Organisation im Wandel. Die praktische Führung sozialer Systeme in der Zukunft. Haupt, Bern 1974
- Entwicklungsphasen des Kindes. Mellinger, Stuttgart 1976; 8. A. 2007, ISBN 3-88069-123-1
- Der geistige Strom der Heilpädagogischen Bewegung. Natura, Arlesheim 1978
  - Neuausgabe in: Geistquellen der Pädagogik (mit Vom inneren Weg des Heilpädagogen von Irene Rascher). Verlag am Goetheanum, Dornach 1994
- Mysterienströmungen in Europa und die neuen Mysterien. Freies Geistesleben, Stuttgart 1979
- Lebenskrisen – Lebenschancen. Die Entwicklung des Menschen zwischen Kindheit und Alter. Kösel, München 1979; 12., neugestaltete Auflage 2001, ISBN 3-466-34442-5
- Dem einundzwanzigsten Jahrhundert entgegen. Acht Vorträge, gehalten in Spring Valley 1965. Manuskriptdruck 1980
  - Neuausgabe, ergänzt durch ein Interview von Ramon Brüll: Info3-Verlag, Frankfurt am Main 1991
- Heilpädagogische Betrachtungen. Edition Bingenheim, Wuppertal 1984
  - überarbeitete Neuausgabe: Freies Geistesleben, Stuttgart 1995, ISBN 3-7725-1541-X
- Der Mensch an der Schwelle. Biographische Krisen und Entwicklungsmöglichkeiten. Freies Geistesleben, Stuttgart 1985
  - Neuausgabe als Taschenbuch: Freies Geistesleben, Stuttgart 2002, ISBN 3-7725-1255-0
- Planetenwirken und Lebensprozesse in Mensch und Erde, Darmstadt 1985
- Über Institutionen des Geisteslebens, Dornach 1989
- Besinnung auf den Grundstein. Freies Geistesleben, Stuttgart 1989
- Alte Mysterien und soziale Evolution. Gesellschaftliche Krisen und Entwicklungsmöglichkeiten. Freies Geistesleben, Stuttgart 1991, ISBN 3-7725-0849-9
- Durch das Nadelöhr. Ein Leben mit der Anthroposophie. Interview von Jelle van der Meulen. Freies Geistesleben, Stuttgart 1992, ISBN 3-7725-1219-4
- Schulungswege. Der Weg des einzelnen und der Weg in karmischer Gemeinschaft. Verlag am Goetheanum, Dornach 1992
- Über die Rettung der Seele. Das Zusammenwirken dreier großer Menschheitsführer. Freies Geistesleben, Stuttgart 1993, ISBN 3-7725-1455-3
- Dynamische Unternehmensentwicklung. Wie Pionierbetriebe und Bürokratien zu schlanken Unternehmen werden (mit Friedrich Glasl). Haupt, Bern / Freies Geistesleben, Stuttgart 1993
  - 3. überarbeitete Auflage: Haupt, Bern 2004 (mit geändertem Untertitel Grundlagen für nachhaltiges Change Management), ISBN 3-258-06698-1
- Eine Kultur des Herzens. Vorträge, Essays und Interviews. Freies Geistesleben, Stuttgart 1994, ISBN 3-7725-1230-5